# Шапиро, Харольд Тафлер
Харольд Тафлер Шапиро (Harold Tafler Shapiro; род. 8 июня 1935, Монреаль, Канада) — канадско-американский экономист, специалист по эконометрике и математической экономике, также занимается научной политикой и эволюцией высшего образования как социального института, и в последние годы биоэтикой.
Доктор. Профессор Принстонского университета и его 18-й президент (1988—2001) — затем эмерит, перед тем президент Мичиганского университета (1980—1988). Член Национальной медицинской академии США (1989), Американского философского общества (1990). Удостоен Public Welfare Medal (2012) — наипрестижнейшей награды Национальной АН США.

## Биография
Окончил Университет Макгилл (бакалавр, 1956).
Степени магистра и доктора философии по экономике получил в Принстонском университете в 1964 году, занимался там с 1961 года. Ученик Уильяма Баумола.
С 2001 года эмерит-президент Принстонского университета.
Прежде чем попасть в Принстонский университет, он почти четверть века, с 1964 по 1988 год, преподавал на кафедре экономики Мичиганского университета и являлся его президентом в 1980—1988 годах (с 1964 года ассистент-профессор, с 1967 года ассоциированный профессор, с 1970 года профессор, с 1977 года провост).
Член Американской академии искусств и наук (1990) и Американской ассоциации содействия развитию науки (2006), Европейской академии наук и искусств (2001).
Управляющий American Jewish Committee.
Член попечительского совета Института перспективных исследований (с 2009). Попечитель Фонда Альфреда Слоуна.
Отмечен Clark Kerr Award (2009), William D. Carey Lecture (2006) и медалью Джеймса Мэдисона (2004).
Удостоен многих почётных докторских степеней: Мичиганского технологического института (1980), Университета Уэйна (1980), Центрального Мичиганского университета (1980), Албионского колледжа (1985), Университета штата Мичиган (1987), Мичиганского университета (1987), Ратгерского университета (1988), Йельского университета (1988), Университета Макгилл (1988), Торонтского университета (1994), нью-йоркского Иешива-университета (1996), Эдинбургского университета (2000).
Женат, четыре дочери, внуки.